# Miszlodezsda
Miszlodezsda (macedónul: Мислодежда, albánul Misllodezhdi) település Észak-Macedóniában, a Délnyugati körzetben, Sztruga községben.

## Népesség
| Lakosok száma | 491  | 518  | 520  | 547  | 592  | 14   | 582  | 720  | 428  |
|               | 1948 | 1953 | 1961 | 1971 | 1981 | 1991 | 1994 | 2002 | 2021 |

2002-ben 720 lakosa volt, akik közül 717 albán, 1 macedón és 2 egyéb.